# Garrigue

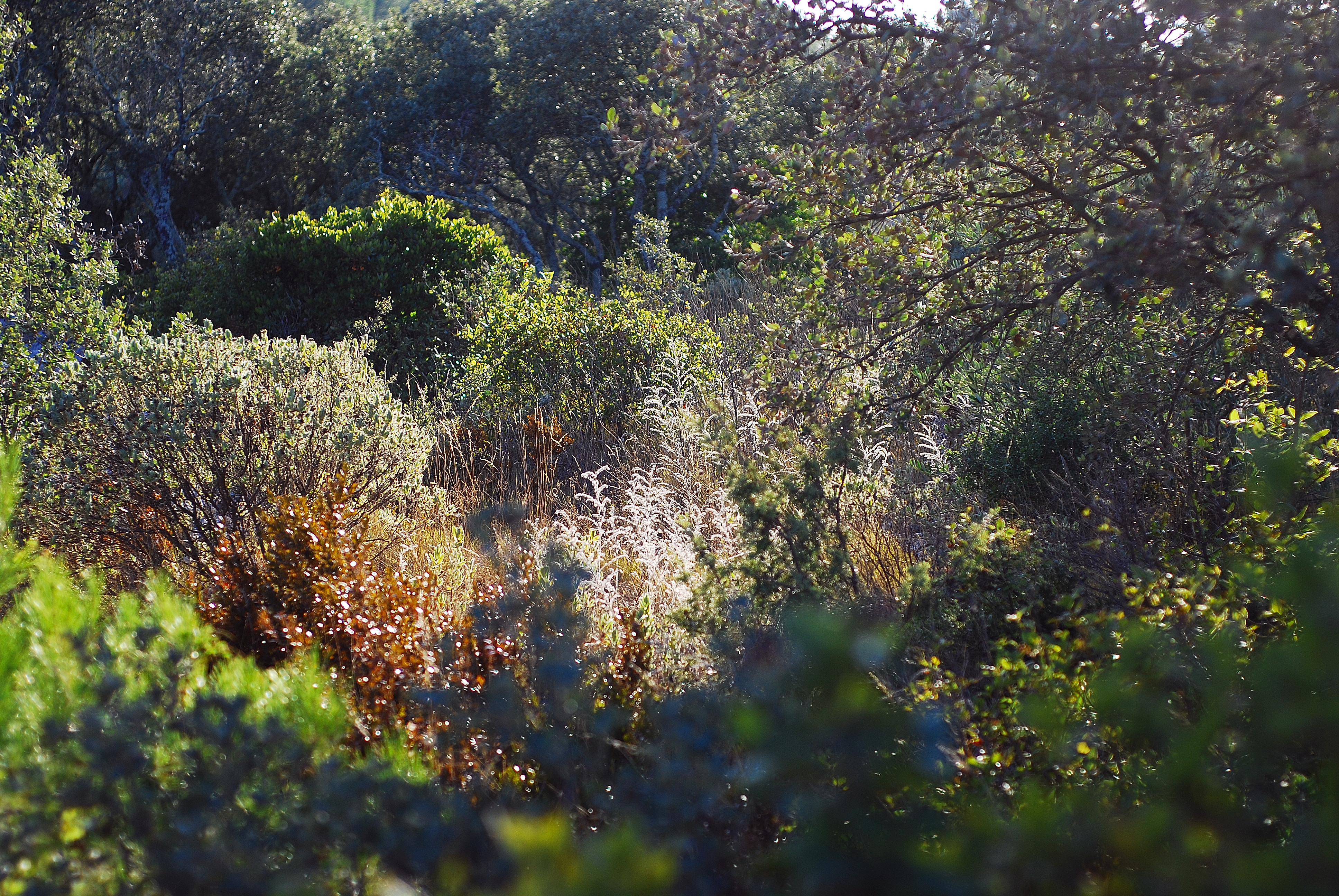
Exemplo de garrigue em França

Garrigue ou garriga refere-se a uma zona com vegetação densa, constituída por arbustos, maquis e gramíneas  principalmente localizadas entre o fim das planícies costeiras típicas da região do Magrebe e o começo de montanhas pertencentes à cordilheira do Atlas, encontradas no litoral do nor-noroeste da África e sul da Europa onde predomina o clima mediterrânico com verões quentes e secos e invernos frios (entre 0 °C a 15 °C) que variam conforme a altitude.
Na região costeira no sul da Califórnia (Estados Unidos) e na Península da Baixa Califórnia (México) há um bioma semelhante ao garrigue, o chaparral.[carece de fontes?]